# Eddy De Gracia
Eddy De Gracia Pérez (Higüey, La Altagracia, 14 de julio de 1976) es un diplomático, político y abogado dominicano. Durante el desarrollo de su carrera diplomática ha representado a la República Dominicana en múltiples misiones de carácter oficial en América Latina y el Caribe, ejerciendo como funcionario diplomático acreditado en Cuba, Costa Rica, Guatemala y Chile. Actualmente es miembro de la Dirección Central y subsecretario de la Secretaría de Asuntos Internacionales del partido político Fuerza del Pueblo.

## Primeros años y Educación
Eddy De Gracia es hijo de Andrés De Gracia y María Pérez Gil, nació el 14 de julio de 1976 en Higuey, Provincia La Altagracia en el seno de una familia dedicada a la agricultura y la artesanía. Realizó sus estudios primarios en el Colegio Adventista de Higuey, completando los estudios secundarios en el Liceo Medio de Reforma en La Romana, obtuvo una licenciatura en derecho por la Universidad de La Habana en Cuba, maestría en estudios latinoamericanos con énfasis en cultura y desarrollo de la Universidad Nacional de Costa Rica, diplomado en procesos electorales de las Américas impartido por la Organización de Estados Americanos OEA y la Facultad Latinoamericana de Ciencias Sociales FLACSO Chile, programa ejecutivo MBA GADEX Formato Educativo en España, estudios sobre implicaciones estratégicas de los Derechos Humanos en un Estado de Derecho, política estratégica y defensa, impartidos por el Centro de Estudios Hemisféricos de Defensa William J. Perry de la Universidad de Defensa Nacional de los Estados Unidos.

## Funciones diplomáticas y profesionales

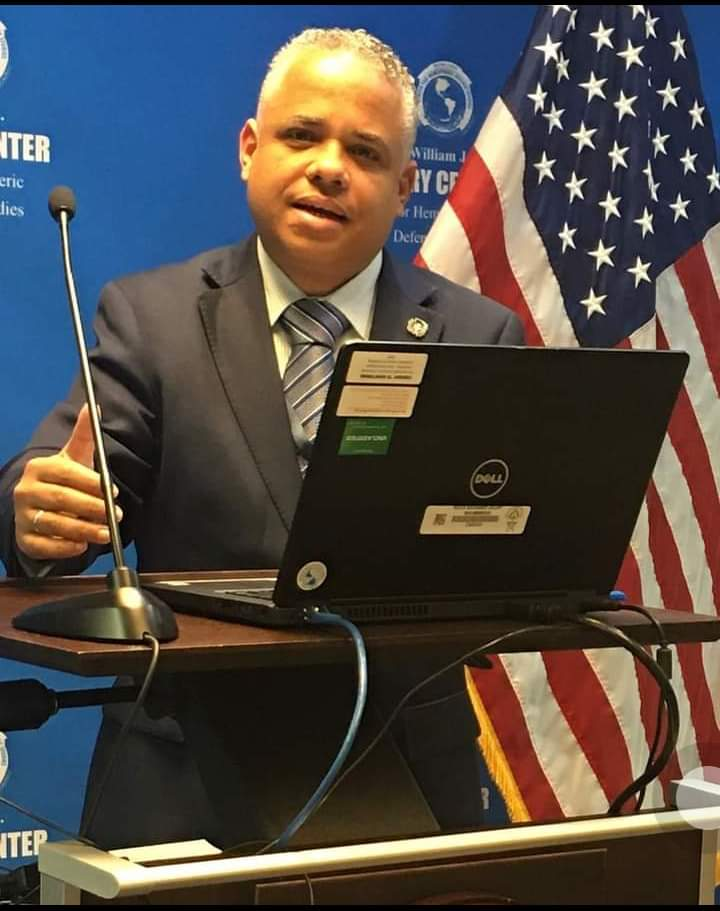
Eddy De Gracia

En el año 2004 el entonces presidente de la República Dominicana, Leonel Fernández lo designó funcionario diplomático con el rango de Primer Secretario ante la embajada dominicana en Cuba, desempeñándose como encargado de la oficina comercial del Centro de Exportación e Inversión de la República Dominicana CEI-RD en ese país. En el año 2008 el Ministerio de Relaciones Exteriores dispone su trasladado a la embajada dominicana en Costa Rica, actuando como representante de esa misión diplomática ante la Corte interamericana de Derechos Humanos. En el año 2015 se dispone nuevamente su trasladado a la embajada dominicana en Guatemala donde asume la responsabilidad de encargado de los asuntos políticos. Desde el año 2016 hasta el año 2020 su labor en el servicio exterior dominicano actuó como diplomático ante la embajada dominicana en Chile donde fue responsable de los asuntos jurídicos de esa misión diplomática. En el año 2017 formó parte de la misión que actuó como observador electoral internacional de la OEA durante las elecciones presidenciales de Honduras.

## Carrera política
En el año 1996 ingresa a un círculo de estudios del Partido de la Liberación Dominicana, alcanzando en el año 2000 la categoría de miembro pleno de esa organización política. En el año 2002, es promovido por el Comité Político a vicesecretario de la Comisión Juvenil del Comité Central y en el año 2003, es ratificado como subsecretario de la Secretaria de la Juventud del Comité Central. En noviembre del año 2019, debido a las contradicciones y posterior división del Partido de la Liberación Dominicana renuncia de esa organización política y pasa a la Fuerza del Pueblo, organización política que en ese momento es fundada por el expresidente Leonel Fernández. En esa época ejerce además una rígida oposición política al Gobierno de Danilo Medina.